# 장홍범
장홍범(張弘範, 1878년 ~ 1950년)은 한국의 장로교 목사이다.

## 생애
황해도 안악 출신이다. 청년 시절 안악읍교회의 부흥회에 참가했다가 개신교에 입문하게 되었고, 1909년 안악읍사범강습소를 이수하고 안악읍교회가 운영하는 안악보통소학교에서 교사로 근무했다.
1914년에 교사직에서 사임한 뒤 평양의 조선예수교장로회신학교에 입학, 1918년 제11회 졸업생으로 졸업하고 황해노회에서 목사 안수를 받아 목회자가 되었다. 안악의 용문면 동창교회와 재령군 해창교회, 모동교회를 거쳤으며 1921년에는 황해노회 노회장도 역임했다.
소학교 교사 경력이 있는 장홍범은 어린이 전도에 관심이 많았고 동요나 동화에도 능했다고 전해진다. 1920년대에 어린이 선교를 위한 연합 단체 조선주일학교연합회가 창립되었을 때 발기위원장과 회장을 맡았다. 1925년 황해노회 종교교육부 총무도 맡아 이 분야에 대한 꾸준한 관심을 보여주었고 1932년에는 장로회 총회의 종교교육부 부장으로 선임되었다. 종교교육부장으로 근무하면서 기존의 《기독교보》를 《기독신문》으로 발전시킨 일이 업적으로 꼽힌다.
1933년 제22회 조선예수교장로회 총회장으로 선임되어 1년간 재임하였으며, 태평양 전쟁 말기에는 교단의 원로로서 조선총독부의 장로교 황민화 정책에 협조하고 애국기 헌납 운동 등에 참가했다.
2008년 발표된 민족문제연구소의 친일인명사전 수록예정자 명단 중 개신교 부문에 선정되었다.

## 같이 보기
- 조선예수교장로회

## 참고 문헌
- 김수진 (2005년 9월 20일). 〈제22회 총회장 장홍범 목사 (1933-1934년)〉. 《총회를 섬겨온 일꾼들》. 서울: 한국장로교출판사. ISBN 89-398-0643-3.
- 김수진 (2005년 9월 20일). 〈제30회 총회장 최지화 목사 (1941-1942년)〉. 《총회를 섬겨온 일꾼들》. 서울: 한국장로교출판사. ISBN 89-398-0643-3.